# Galway VC
Galway VC – irlandzki klub siatkarski z siedzibą w Galway oraz Loughrea. Kobiecy zespół powstał w 2012 roku w wyniku połączenia drużyny Galway Girls z Loughrea ze studenckim zespołem National University of Ireland Galway (NUIG). W latach 2012–2016 w rozgrywkach występował pod uniwersyteckim szyldem jako NUIG Alliance. Od sezonu 2016/2017 startuje pod nazwą Galway VC. W najwyższej klasie rozgrywkowej zadebiutował w sezonie 2013/2014. Jak dotychczas raz zdobył mistrzostwo Premier League, dwa razy puchar związkowy oraz dwa razy tarczę związkową.
Męską drużynę na początku 2014 roku założył Arkadiusz Natalicz. W sezonie 2015/2016 została zgłoszona do Division 1 stanowiącej drugi poziom rozgrywkowy. Do końca sezonu 2017/2018 występowała pod nazwą Polish VC Galway (PVG). W sezonie 2019/2020 po raz pierwszy uczestniczyła w najwyższej klasie rozgrywkowej.
Głównym obiektem, w którym Galway VC rozgrywa mecze domowe, jest hala sportowa w Coláiste Bhaile Chláir w Claregalway.

## Bilans sezonów
| Sezon            | Rozgrywki ligowe | Rozgrywki ligowe | Puchar Irlandii | *             |
| Sezon            | Poziom           | Miejsce          | Puchar Irlandii | *             |
| ---------------- | ---------------- | ---------------- | --------------- | ------------- |
| Polish VC Galway |                  |                  |                 |               |
| 2015/2016        | Division 1       | 4/7              | —               | [ 3 ] [ 4 ]   |
| 2016/2017        | Division 1       | 5/8              | —               | [ 5 ] [ 6 ]   |
| 2017/2018        | Division 1       | 6/8              | —               | [ 7 ] [ 8 ]   |
| Galway VC        |                  |                  |                 |               |
| 2018/2019        | Division 1       | 3/11             | półfinał        | [ 9 ] [ 10 ]  |
| 2019/2020        | Premier          | –/7              | —               | [ 11 ] [ 12 ] |
| 2020/2021        | Premier          | –/7              | —               | [ 13 ] [ 14 ] |
| 2021/2022        | Premier          | 5/6              | —               | [ 15 ]        |
| 2022/2023        | Premier          | 6/8              | —               | [ 16 ] [ 17 ] |
| 2023/2024        | Premier          | 8/8              | półfinał        | [ 18 ] [ 19 ] |
| 2024/2025        | Division 1       | 7/8              | I runda         | [ 20 ] [ 21 ] |

| Sezon         | Rozgrywki ligowe | Rozgrywki ligowe | Puchar Irlandii | *             |
| Sezon         | Poziom           | Miejsce          | Puchar Irlandii | *             |
| ------------- | ---------------- | ---------------- | --------------- | ------------- |
| NUIG Alliance |                  |                  |                 |               |
| 2012/2013     | Division 1       | 1/8              | brak danych     | [ 22 ]        |
| 2013/2014     | Premier          | 3/8              | półfinał        | [ 23 ] [ 24 ] |
| 2014/2015     | Premier          | 4/8              | 1. miejsce      | [ 25 ] [ 26 ] |
| 2015/2016     | Premier          | 6/8              | ćwierćfinał     | [ 27 ] [ 28 ] |
| Galway VC     |                  |                  |                 |               |
| 2016/2017     | Premier          | 1/7              | 1. miejsce      | [ 29 ] [ 30 ] |
| 2017/2018     | Premier          | 2/8              | ćwierćfinał     | [ 31 ] [ 32 ] |
| 2018/2019     | Premier          | 7/8              | ćwierćfinał     | [ 33 ]        |
| 2020/2021     | Division 1       | –/7              | —               | [ 34 ]        |
| 2021/2022     | Premier          | 8/8              | —               | [ 35 ]        |
| 2022/2023     | Division 1       | 4/8              | —               | [ 36 ] [ 17 ] |
| 2023/2024     | Division 1       | 1/8              | I runda         | [ 37 ] [ 38 ] |
| 2024/2025     | Premier          | 6/8              | półfinał        | [ 39 ] [ 40 ] |

## Osiągnięcia

### Zespół kobiet
Premier League:
- 1. miejsce (1x): 2017
- 2. miejsce (1x): 2018

Puchar Irlandii:
- 1. miejsce (2x): 2015, 2017

Tarcza Irlandii:
- 1. miejsce (1x): 2016, 2018